# Joseph di Pasquale
Joseph di Pasquale, né le 24 avril 1968 à Côme, est un architecte italien. On lui doit notamment le Guangzhou Circle.

## Œuvres
Joseph di Pasquale est l'architecte du Guangzhou Circle, un gratte-ciel de forme circulaire ayant comme un donut un trou en son milieu. Il est situé à Canton, en Chine.

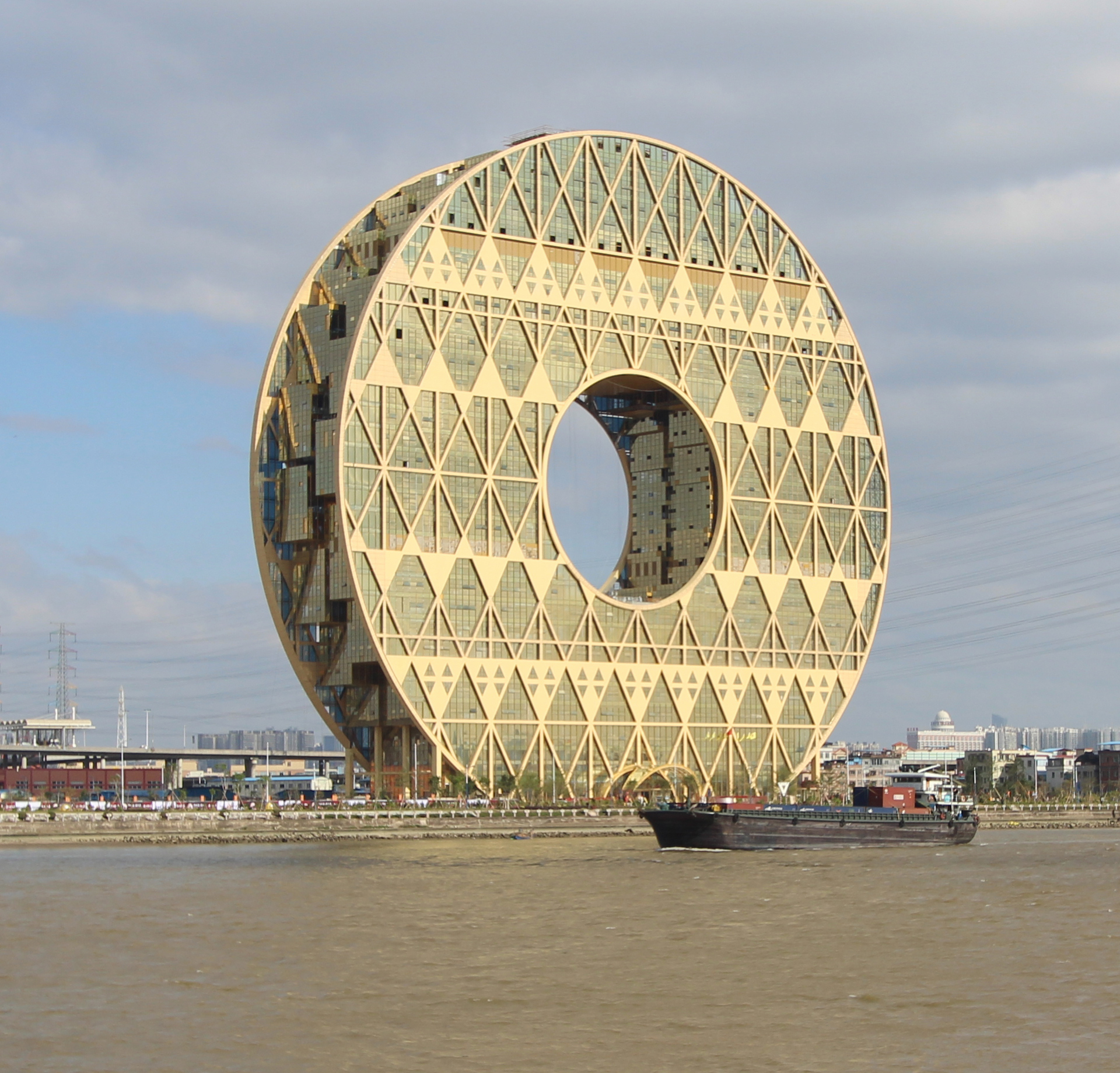
Guangzhou Circle.
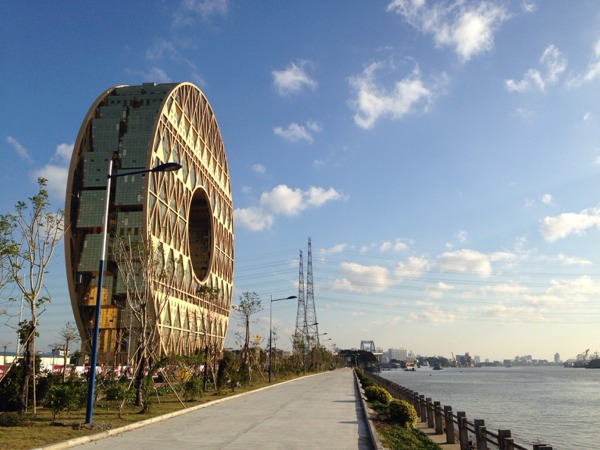
Guangzhou Circle.